# Andøy kommun
Andøy kommun (norska: Andøy kommune) är den nordligaste kommunen i Nordland fylke i norra Norge. Den är belägen på ön Andøya, som är den nordligaste ön i Vesterålenarkipelagen, samt på nordvästra delen av ön Hinnøya, 300 km norr om polcirkeln.
Kommunens centralort Andenes är en av Norges största fiskelägen och hamnen har en av Nordeuropas längsta piranläggningar, närmare tre kilometer långa.  
Norska flygvapnet har en bas tillsammans med civilflyget på Andøya flygplats, Andenes (IATA: ANX, ICAO: ENAN). Den militära delen anges som Andøya flystasjon, där 333 skvadron i Luftforsvaret är förlagd. Den militära flygbasen föreslås att läggas ned 2025 eller när förhållandena så tillåter och verksamheten flyttas över till Evenes flystasjon.
På Andøya Space Center i Oksebåsen vid Andenes utforskas atmosfären och fenomenet norrsken. 

## Administrativ historik
Andøy kommun grundades 1964 genom en sammanslagning av Bjørnskinns, Dverbergs och Andenes kommuner.

## Tätorter
I Andøy kommun finns två tätorter:
- Andenes - kommunens centralort och största tätort
- Bleik - ett fiskeläge cirka tio kilometer väster om Andenes

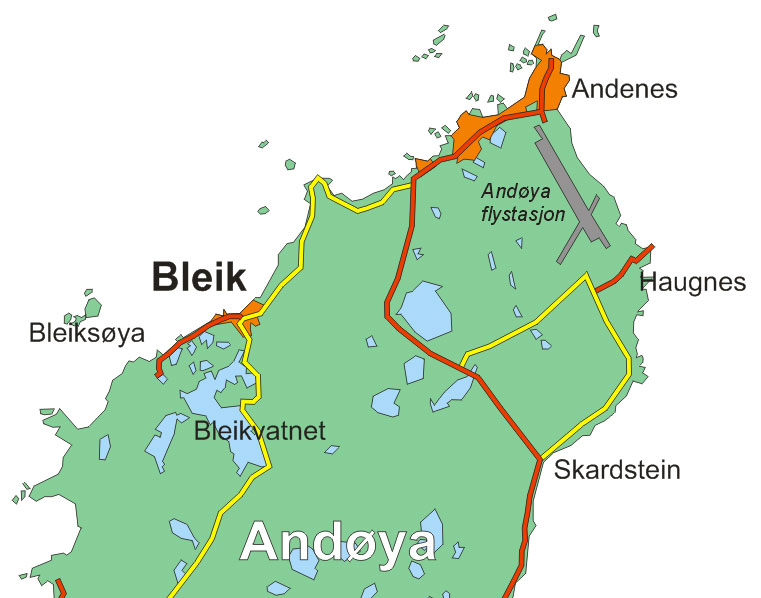
Karta över norra delen av Andøya med Andenes och Bleik.

Orten Risøyhamn ligger på ön Andøyas södra del och är en anlöpshamn för Hurtigruten. Den har tidigare räknats som en tätort men uppfyller inte längre kriterierna. Detsamma gäller för orten Åse på öns östra sida.

## Socknar
Inom Norska kyrkan motsvaras Andøy kommun sedan 2020 av Andøy socken i Vesterålens prosteri i Sør-Hålogalands stift.

## Bilder

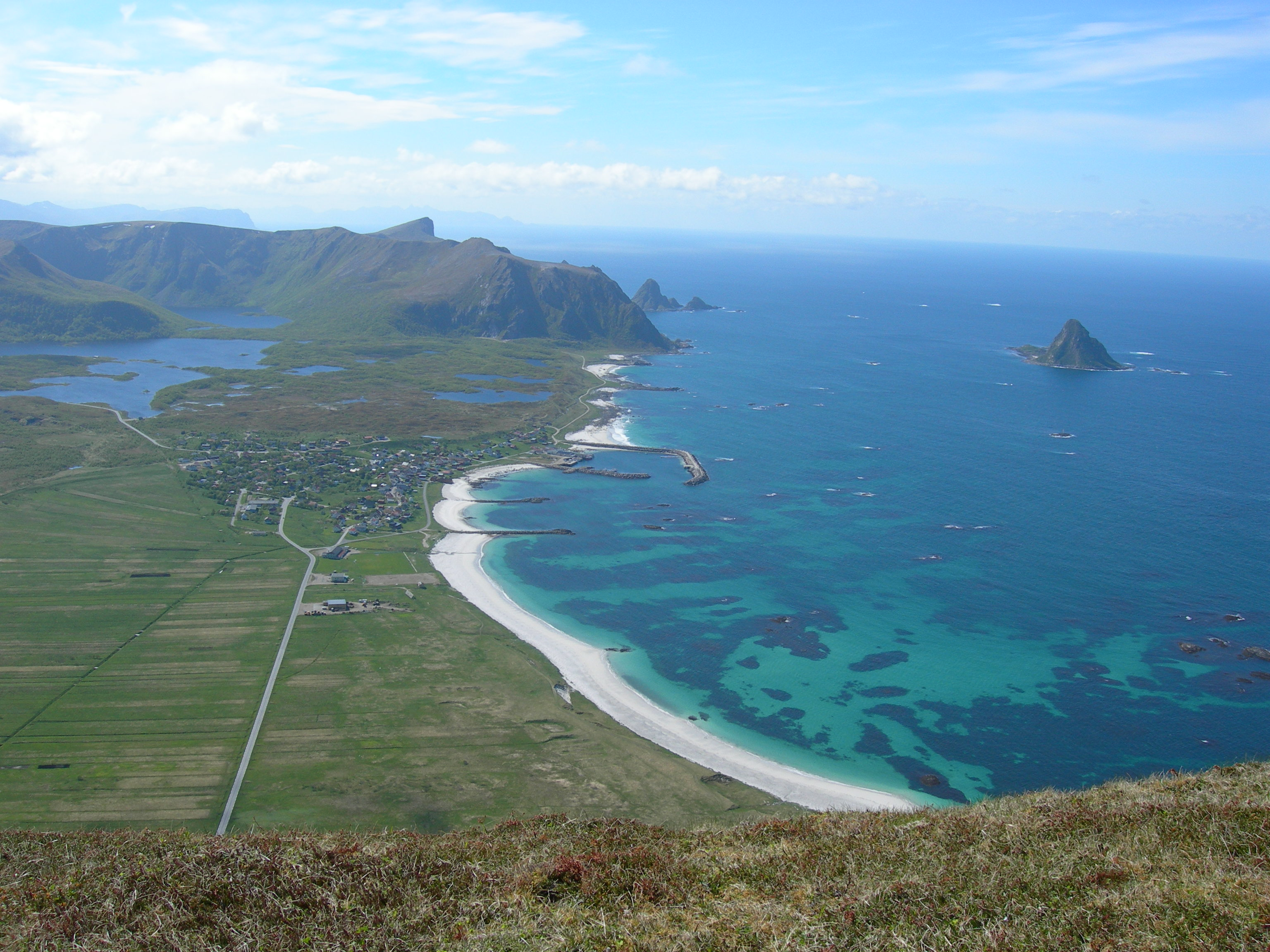
Bleik.
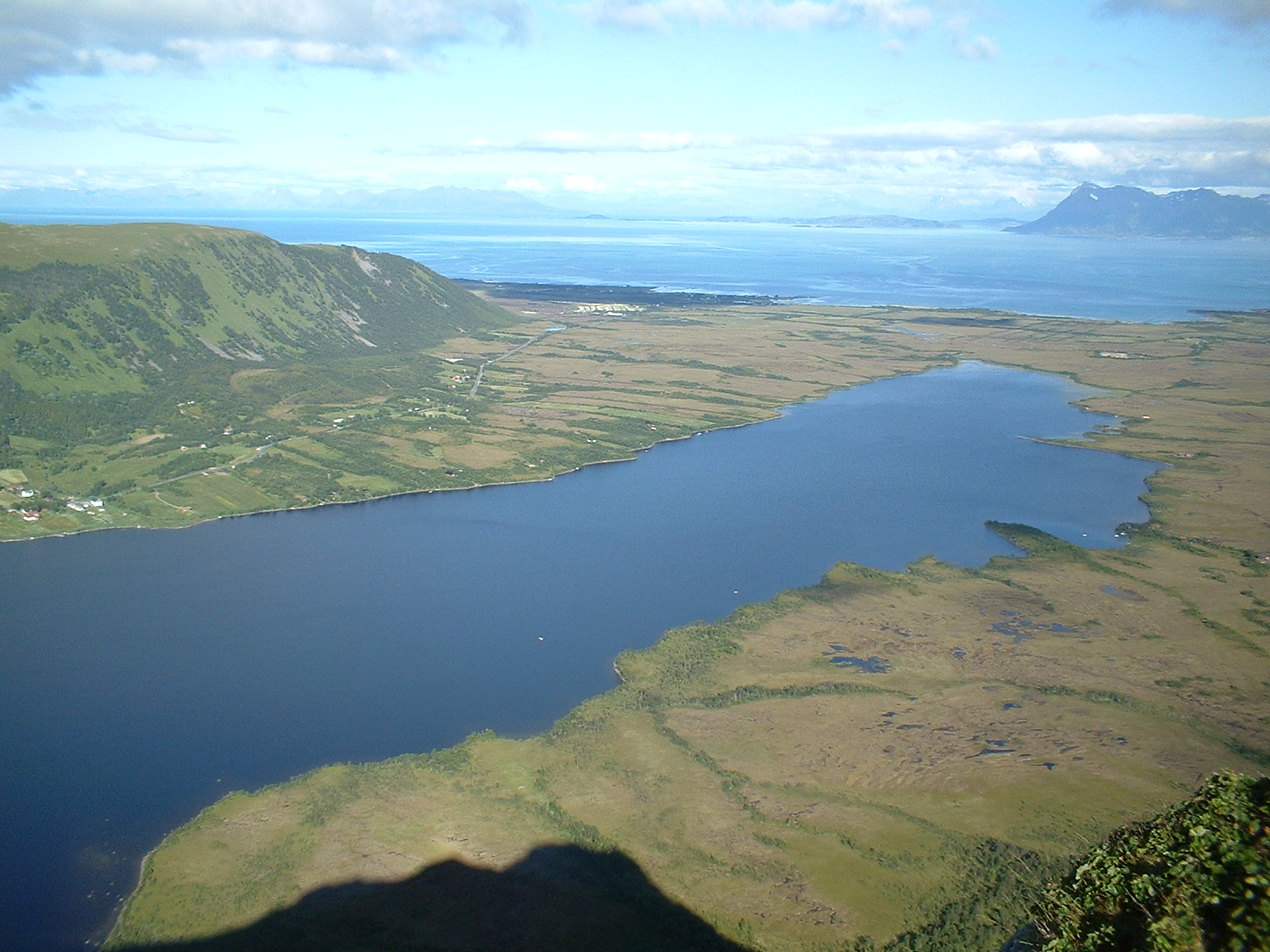
Ånesvatnet.